# Simon Colyn
Simon Colyn (født 23. marts 2002) er en canadisk professionel fodboldspiller, der spiller som midtbanespiller for Lyngby Boldklub.

## Karriere

### Vancouver Whitecaps FC
Colyn skrev kontrakt med Vancouver Whitecaps FC den 19. april 2018.  Han debuterede i Vancouvers sidste kamp i MLS-sæsonen 2018 den 28. oktober som indskifter for Alphonso Davies i det 86. minut af en 2-1-sejr over Portland Timbers . 
Den 19. november 2019 blev det annonceret, at Colyn ville skifte til den hollandske klub PSV i en 10-dages træningsperiode. 
Den 7. oktober 2020 kom Colyn til den italienske Serie B-klub SPAL på en låneaftale indtil juni 2021, med en option for klubben på at gøre aftalen permanent. 

### Jong PSV
Den 27. august 2021 kom Colyn til det hollandske Eerste Divisie-hold Jong PSV, PSV 's reservehold, på en låneaftale indtil juni 2022 med en købsoption.  Han debuterede den 13. september, hvor han vikarerede for Jong PSV i et 2-1 nederlag til Utrecht . Han scorede sit første mål for klubben den 6. december mod De Graafschap .  Han underskrev en permanent kontrakt med klubben den 20. juli 2022, hvor han skrev under på en toårig kontrakt. 

### De Graafschap
I august 2023 annoncerede Eerste Divisie-holdet De Graafschap, at de havde skiftet Colyn fra Jong PSV, og spilleren havde underskrevet en toårig kontrakt.   Han debuterede den 21. august mod sin tidligere klub Jong PSV og havde en assist på David Flakus Bosiljs mål i en 2-1 sejr.  Colyn scorede sit første mål den 6. oktober mod Willem II og nettede det andet mål for De Graafschap i et endte 4-2 nederlag på udebane. 

### Lyngby Boldklub
I august 2025 kunne Lyngby boldklub fortælle at de havde skrevet kontrakt med Cylon frem til 2028.

## International karriere
Colyn blev indkaldt til en U-15 ungdomsudviklingslejr for Canada i 2017 under træner Rob Gale .  Til CONCACAF U-17 mesterskabet blev Colyn udnævnt til anfører for Canada og hjalp holdet med at kvalificere sig til FIFA U-17 verdensmesterskabet i 2019. 
Den 26. februar 2024 blev Colyn udtaget til den foreløbige trup for det canadiske herrelandshold i fodbold til Copa América-kvalifikationskampene i slutspillet mod Trinidad og Tobago i 2024. 

## Personligt liv
Colyn er af hollandsk afstamning gennem sine forældre,  og har dobbelt statsborgerskab i Canada og Holland. 

## Eksterne links
- Vancouver Whitecaps FC-profil